# オンボード作戦
オンボード作戦 (Operation Onboard) は、1945年3月にインド洋で実施された、イギリス軍による日本船舶攻撃作戦。
トランスポート作戦後損傷した駆逐艦「ラピッド」が抜け、駆逐艦「ヴィジラント」と「ヴィラーゴ」が加わったフォース70（駆逐艦「ソーマレズ」、「ヴォレージ」、「ヴィジラント」、「ヴィラーゴ」）が3月25日にアキャブから出撃。3月26日、アンダマン海で小型商船2隻と駆潜艇2隻から成る日本の護送船団を発見、攻撃した。
この輸送船団は、貨物船「利水丸」（1500トン）、貨物船「天塩丸」（397トン）、「第三十四号駆潜艇」、「第六十三号駆潜艇」で、アンダマン諸島への緊急輸送のため3月20日にシンガポールを出港し、27日ポートブレア入港の予定で航行中だった。フォース70は「天塩丸」、「第三十四号駆潜艇」、「第六十三号駆潜艇」を沈めた。「利水丸」はB-24爆撃機が爆撃で沈めたが、その爆撃機も「利水丸」に接触して墜落した。この戦闘でイギリス側は4.7インチ砲弾3160発と18本の魚雷を消費しており、海軍本部はこの戦闘について不満足であったとイギリス公式戦史では述べられている。
生存者の救助後、フォース70は3月28日にトリンコマリーに帰投した。なお、日本側は、船団からの通信が途絶したために零式水上偵察機2機をポートブレアから飛ばして捜索し、31日に洋上に油の浮遊を発見して船団の全滅を知った。この2機は船団の入港時の対潜護衛のため、ポートブレアへ臨時派遣されていたものだった。